# Sentai Filmworks
Sentai Filmworks, LLC, también conocida como Sentai Studios, o simplemente Sentai, es una compañía estadounidense de entretenimiento propiedad de AMC Networks. Ubicada en Houston, la compañía se especializa en el doblaje y distribución de animación japonesa y cine asiático.
La empresa tiene sus orígenes en A.D. Vision, que fue fundada en 1992 por el fanático de los videojuegos John Ledford y Matt Greenfield. ADV colapsó debido a las bajas ventas y finalmente liquidó sus activos en 2009. Ledford fundó Sentai en 2008 y adquirió la mayoría de los títulos de ADV. Sus oficinas están en el Distrito Internacional en el suroeste de Houston.

## Historia

### Orígenes
En 1990, John Ledford, nativo de Houston, Texas, inició un negocio japonés de importación de videojuegos y videoconsolas. Conoció el anime cuando vio Mi vecino Totoro por sugerencia de su amigo. Su amigo, Matt Greenfield, nacido en Sacramento, California, dirigía un club de anime local llamado Anime NASA. Ambos hombres establecieron A.D. Vision, que abrió sus puertas oficialmente el 17 de agosto de 1992. Ledford se puso en contacto con Toho para obtener los derechos de licencia de Devil Hunter Yohko, que se convirtió en el primer título lanzado por ADV.

### Ledford establece Sentai
En junio de 2006, la japonesa Sojitz Corporation adquirió una participación del 20% en ADV Films. Esto se hizo como un medio para adquirir más títulos en el mercado japonés. A partir de este momento, prácticamente todos los títulos que ADV adquirió fueron con la ayuda de Sojitz. Al año siguiente, Sojitz anunció que Japan Content Investments (JCI), el Banco de Desarrollo de Japón y la empresa de distribución de películas KlockWorx planeaban contribuir con dinero a AD Vision, a cambio de acciones en la empresa. Ledford seguiría siendo el accionista mayoritario y director ejecutivo. ARM, subsidiaria de JCI, también planeó contribuir con dinero para que ADV lo use en la adquisición de nuevas licencias de distribución. La inversión fue para ADV Films para aumentar su producción de nuevos títulos de anime, que había caído en 2006, a niveles anteriores o superiores. A cambio, ADV planeó ayudar a Sojitz con la adquisición de contenido norteamericano y europeo para importarlo a Japón. Según ADV, también tenían "grandes planes" para su línea de manga.
Sin embargo, en enero de 2008, ADV eliminó misteriosamente una gran cantidad de títulos de su sitio web. Entre los títulos que se eliminaron posteriormente se encontraba Gurren Lagann, del que se enviaron discos de prueba con episodios doblados. Como resultado, A.D. Vision demandó a ARM Corporation y a su matriz Sojitz por incumplimiento de un contrato realizado anteriormente. En la demanda, se reveló la cantidad exacta que A.D. Vision pagó por la licencia de veintinueve títulos. La demanda fue retirada y no se dictó sentencia. Ese julio, Funimation anunció la adquisición de treinta de estos títulos con licencia de Sojitz de ADV.
Ledford estableció Sentai Filmworks en octubre de 2008. Entre sus primeros títulos que se lanzaron se encuentran Clannad, Princess Resurrection, Indian Summer, Appleseed y Mahoromatic (anteriormente con licencia de Geneon). El 1 de septiembre de 2009, ADV cerró sus puertas y vendió sus activos, lo que incluía la transferencia de los derechos de distribución a Section23 Films.
El 4 de julio de 2013, durante su panel de la industria en Anime Expo, Sentai Filmworks anunció sus planes para lanzar una serie de títulos clásicos de Tatsunoko Production. La lista actual de títulos lanzados de la asociación incluye la serie y la película originales de Gatchaman, Time Bokan: Royal Revival y Casshan, y siguieron más títulos.
Sunrise anunció un acuerdo de licencia con Sentai Filmworks que incluía una serie de títulos de la biblioteca de Sunrise que anteriormente tenían licencia de Bandai Entertainment durante su panel de Otakon el 8 de agosto de 2013.

### Otros trabajos
El 1 de junio de 2015, Sentai anunció en su sitio web que Akame ga Kill! había sido seleccionado por Adult Swim para su transmisión en su bloque Toonami, casi una semana después de su anuncio en MomoCon 2015. El programa comenzó a transmitirse el 8 de agosto de 2015 y su noche de estreno fue uno de los programas más vistos en la historia del bloque con más de 1,8 millones de espectadores. Más tarde ese año, Parasyte -the maxim-, se estrenó el 3 de octubre. Sentai ha promocionado el momento en que los dos programas se transmiten como "#SentaiHour" en las redes sociales. El 6 de julio de 2019, Food Wars!: Shokugeki no Soma comenzó a transmitirse en Toonami.
En marzo de 2017, Sentai firmó un acuerdo con Amazon para transmitir la mayoría de sus nuevos licenciatarios exclusivamente en su canal Anime Strike en Amazon Prime Video en los Estados Unidos, a partir de la temporada de primavera de 2017. Después de que se cerró Anime Strike a principios de 2018, todos los títulos que antes eran exclusivos del servicio se pusieron a disposición de los suscriptores de Amazon Prime en los Estados Unidos sin cargo adicional.
El 18 de julio de 2019, Sentai Filmworks lanzó un llamamiento de GoFundMe a raíz del incendio provocado en Kyoto Animation. Con un objetivo de $750,000, superó la marca de donación de $ 1 millón en las primeras 24 horas y alcanzó los $2,370,910 al cierre.

### Asociación con Crunchyroll y adquisición con AMC Networks
El 5 de septiembre de 2020, Crunchyroll anunció que se había asociado con Sentai Filmworks para distribuir títulos con licencia de Crunchyroll en video doméstico y venta electrónica, con Granbelm, Food Wars!: Shokugeki no Soma: The Fourth Plate, Ascendance of a Bookworm y World Trigger son los primeros títulos distribuidos a través de la asociación.
El 5 de enero de 2022, AMC Networks anunció que había adquirido la empresa matriz de Sentai Filmworks, Sentai Holdings, LLC, y todos sus activos y subsidiarias, incluidos HIDIVE, Anime Network y los "intereses de los miembros" del Cool Japan Fund, a través de su subsidiaria Digital Tienda LLC.
Antes de la venta, en agosto de 2021, Funimation de Sony (una empresa conjunta entre Sony Pictures Television y Aniplex) adquirió Crunchyroll de WarnerMedia de AT&T. Esto eventualmente llevaría a que varios títulos de Sentai salieran de la plataforma de Crunchyroll el 31 de marzo de 2022.
El 13 de noviembre de 2023, HIDIVE notificó a los usuarios que dejaría de operar en determinadas áreas fuera de América del Norte a partir del 14 de diciembre.

## Distribución
Sentai Filmworks no lanza directamente sus propiedades fuera de Estados Unidos, sino que otorga sublicencias a otras empresas. En 2011, MVM Entertainment obtuvo la licencia de Mahoromatic: Something More Beautiful después del relanzamiento de la serie de Sentai, y ha hecho lo mismo con Broken Blade.
En marzo de 2018, se reveló que Sentai posee los derechos de distribución de la película No Game, No Life Zero que la empresa entregó a la distribuidora mexicana Madness Entertainment. Se reveló que encargaron directamente una versión doblada al español para la película. El 15 de marzo, Sentai anunció la adquisición de Alice or Alice para España y Portugal.

## Títulos notables
- Akame ga Kill!
- Another
- Azumanga Daioh
- Carole & Tuesday (video casero)
- CLANNAD
- Elfen Lied
- Food Wars!: Shokugeki no Sōma
- Girls und Panzer
- Gushing Over Magical Girls
- Haikyū!!
- Highschool of the Dead
- Is It Wrong to Try to Pick Up Girls in a Dungeon?
- Kakegurui (video casero)
- K-On!
- Legend of the Galactic Heroes
- Lupin the 3rd Part 6
- Made in Abyss
- Monster Musume
- My Teen Romantic Comedy SNAFU
- Non Non Biyori
- No Game No Life
- Oshi no Ko
- Parasyte -the maxim-
- Princess Tutu
- Rock Is a Lady's Modesty
- Shirobako
- Spy Classroom
- The Eminence in Shadow
- To Love-Ru* Urusei Yatsura (serie de 2022)
- Vinland Saga (video casero)
- Why the Hell Are You Here, Teacher!?